# Masten Space Systems

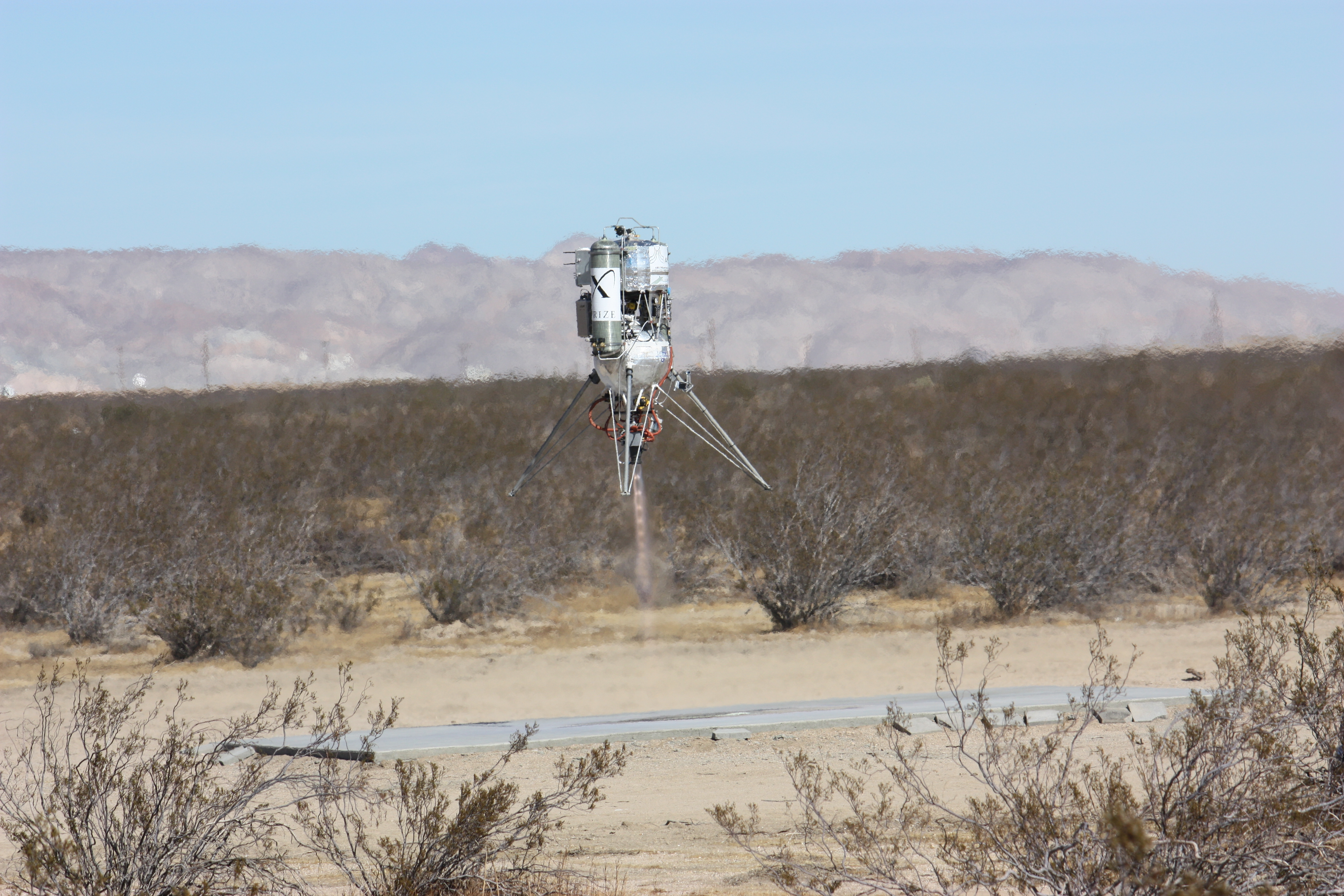
Eine XA0.1E-„Xoie“-Rakete bei der Siegerlandung der Lunar Lander Challenge in Mojave am 30. Oktober 2009

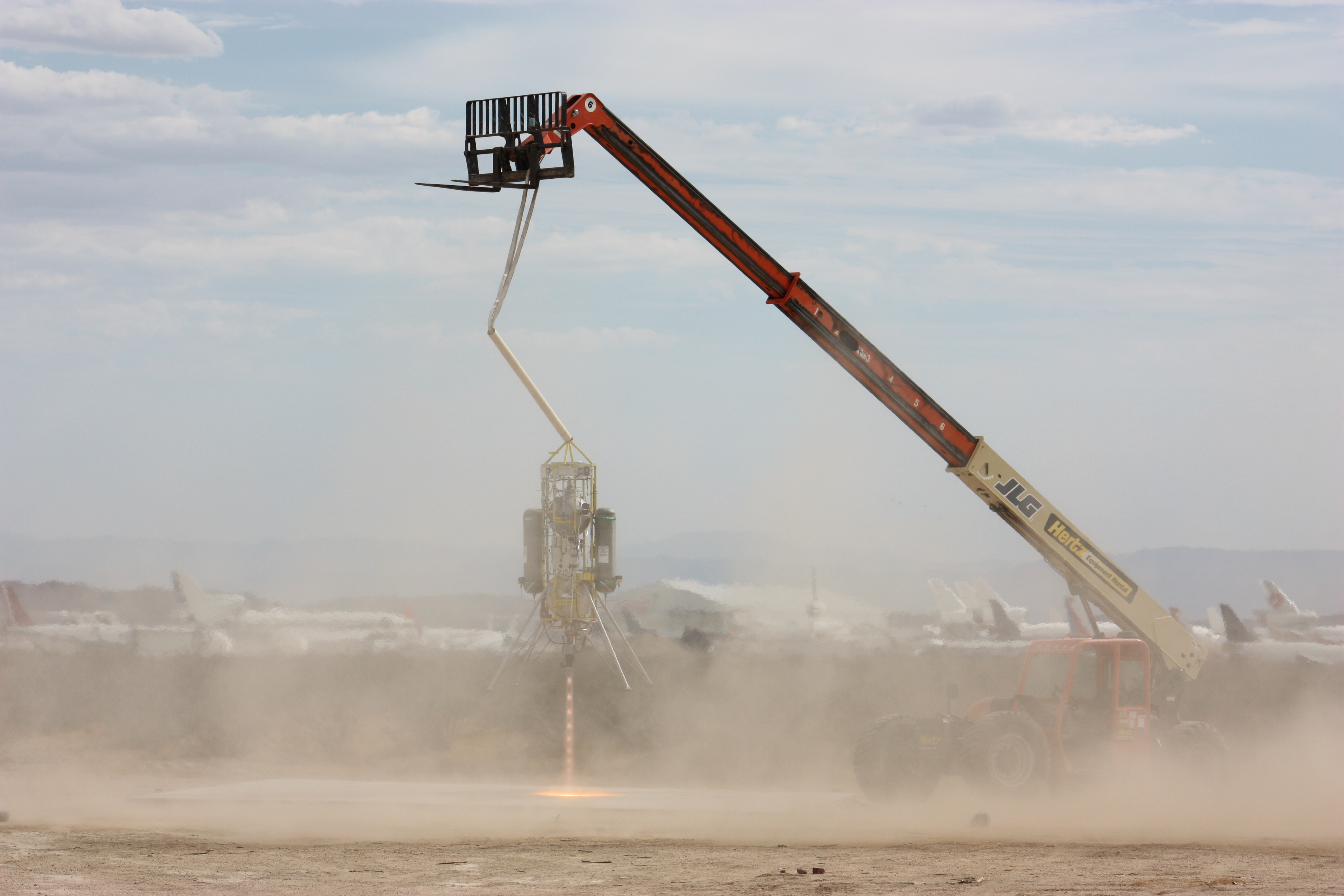
Ein XA0.1B-„Xombie“-Lander testet am 11. September 2009 einen Fesselflug

Masten Space Systems war ein US-amerikanisches Raumfahrtunternehmen mit Sitz in Mojave, Kalifornien. Es wurde 2004 von David Masten gegründet und spezialisierte sich auf die Entwicklung wiederverwendbarer, vertikal startender und landender Raumfahrzeuge (VTVL) sowie auf Antriebstechnologien für suborbital- und Mondflüge. 2022 wurde der Betrieb des Unternehmens von Astrobotic Technology übernommen.

## Unternehmensgeschichte
Nach der Gründung im Jahr 2004 in Santa Clara, Kalifornien verlegte Masten seinen Sitz auf das Gelände des Mojave Air & Space Port, ein Zentrum für kommerzielle Raumfahrtentwicklungen.
Das Unternehmen entwickelte zunächst experimentelle VTVL-Geräte, darunter die Fahrzeuge Xombie, Xaero und später Xodiac, die als Testplattformen für Navigations-, Landungs- und Antriebstechnologien dienten. Masten nutzte diese Technologien unter anderem zur Teilnahme am von der NASA und Northrop Grumman ausgelobten Lunar Lander Challenge, eines Wettbewerbs für die Entwicklung von Mondlandern. 2009 gewann das Unternehmen den ersten Preis in der zweiten Phase des Wettbewerbs.
2014 wurde Masten als Industriepartner für das NASA-Programm Lunar CATALYST ausgewählt, das die Entwicklung von Landetechnologie für den Mond fördern sollte.
2020 erhielt Masten den Zuschlag für eine NASA-Mission im Rahmen des Programms Commercial Lunar Payload Services (CLPS). Dabei sollte das Unternehmen mit dem Landegerät XL-1 wissenschaftliche Instrumente zum Mond bringen. Der Vertrag hatte ein Volumen von etwa 76 Millionen US-Dollar. Der Mondflug mit der Bezeichnung Masten Mission One war für das Jahr 2023 geplant, konnte jedoch wegen finanzieller Schwierigkeiten nicht durchgeführt werden.
Im Juli 2022 meldete Masten Insolvenz nach Chapter 11 des US-amerikanischen Insolvenzrechts an. Im September desselben Jahres übernahm das Raumfahrtunternehmen Astrobotic Technology die Vermögenswerte des Unternehmens. Die Marke „Masten“ wird seither nicht mehr eigenständig weitergeführt.

## Produkte
Masten entwickelte verschiedene Testplattformen und Triebwerke, die insbesondere für Technologien im Bereich präziser Landungen und wiederverwendbarer Antriebe von Bedeutung waren.

### Fluggeräte (Auswahl)
- Xombie: Ein frühes VTVL-Testfahrzeug mit einem Druckgastriebwerk, das Daten zur autonomen Navigation lieferte.[9][10][11][12][13][14]
- Xaero: Ein suborbitales Forschungsfahrzeug, das bis zu 30 km Höhe erreichen sollte.[15][16][17][18]
- Xodiac: Ein Testsystem für die Validierung von Landealgorithmen und Sensorik unter realen Bedingungen.[19][20][21][22][23]
- Xogdor (geplant): Ein geplantes Nachfolgemodell mit höheren Geschwindigkeiten und erweiterten Testmöglichkeiten.[24]

### Triebwerke
- Broadsword: Ein Raketentriebwerk mit einem Schub von ca. 110 kN, betrieben mit Methan und Flüssigsauerstoff.[25][26][27][28][veraltet]
- MXP-351: Ein neuartiges, „grünes“ Bipropellant-Treibstoffsystem, das eine sichere Alternative zu klassischen hypergolen Stoffen darstellen sollte.[29][30][31][32][33][34][35][36]

## Einordnung
Masten Space Systems entwickelte unter anderem Landetechnik für Mondmissionen, darunter Algorithmen und Sensorsysteme für autonomes Navigieren und Landen. Das Unternehmen arbeitete dabei auch mit der NASA zusammen. Im Zuge des Insolvenzverfahrens wurden Teile der Vermögenswerte des Unternehmens durch Astrobotic Technology übernommen, darunter auch technische Entwicklungen im Bereich der Mondlandung. Ein 2021 durchgeführter Test mit einem Masten-Testfahrzeug demonstrierte beispielsweise visuelle Navigationstechnologien, die später auch für Mondlandungen relevant sein könnten.